# اولف واینستاک
اولف واینستاک (انگلیسی: Ulf Weinstock؛ زادهٔ ۱۰ اوت ۱۹۵۲) بازیکن هاکی روی یخ اهل سوئد است.